# مت لیپسی
مَت لیپسی (انگلیسی: Matt Lipsey) کارگردان فیلم و کارگردان تلویزیونی اهل بریتانیا است.
از فیلم‌ها یا مجموعه‌های تلویزیونی که وی در آن‌ها نقش داشته‌است، می‌توان به بریتانیای کوچک، تد لاسو و نسخه بیمار اشاره نمود.